# Въртене
Ротация пренасочва насам.  За математическата трансформация вижте Ротация (математика).
Въртене или ротация на абсолютно твърдо тяло в математиката и механиката е относително преместване / усукване на това тяло спрямо една определена точка. В роботиката това обозначава матрица, задаваща въртенето в тримерното пространство чрез ойлеровата теорема за въртене.

## В математиката
В математическо отношение ротацията е въртене на абсолютно твърдо тяло, която, за разлика от транслацията, държи неподвижна дадена точка. Това важи както за двумерно, така и за тримерно пространство. Всички движения на абсолютно твърди тела са или ротации, или транслации, или комбинация от двете.
Ротацията представлява постепенна радиална ориентация към обща точка. Тази обща точка лежи на оста на движението. Оста е перпендикулярна на равнината на движение. Ако оста на въртенето лежи извън въпросното тяло, тогава се казва, че тялото се върти в орбита. Това разграничение съществува както за абсолютно, така и за неабсолютно твърди тела.
Ако въртенето около точка или ос е последвано от второ въртене около същата точка/ос, тогава се получава трето въртене. Обратното на въртене е също въртене. Ротациите около точка/ос образуват група. Все пак въртенето около точка/ос и друго въртене около друга точка/ос могат да образуват и транслация.
Ротациите около осите x, y и z се наричат основни ротации. Въртене около всяка ос може да се постигне, като се направи ротация около оста x, последвано от ротация около оста y и ротация около оста z. Това ще рече, че всякакво пространствено въртене може да се разложи на комбинация от основни ротации.

## В астрономията
В астрономията, въртенето е доста често срещано явление. Звездите, планетите и други подобни тела все се въртят около осите си. Скоростта на въртене планетите в Слънчевата система първоначално е измерена визуално, чрез следене на повърхностни характеристики. Звездното въртене се измерва чрез Доплеров ефект или чрез следене на активните им повърхностни характеристики.
Това въртене поражда центробежна сила в отправната система на Земята, което слабо противодейства на влиянието на гравитацията, колкото по-близо се намира човек до екватора. Видимо доказателство за това е обект, който тежи по-малко при екватора. Друго доказателство е самата форма на Земята, която е леко деформирана до сплескан сфероид.
Друго последствие от въртенето на планетите е феноменът прецесия. Както при жироскопа, общият ефект е леко колебание в движението на оста на планетата. Наклонът на земната ос спрямо орбиталната ѝ равнина е 23,44 градуса, но този ъгъл бавно се променя (в продължение на хиляди години).
От друга страна, много спътници (като Луната) се въртят около приемната си планета, а планетите на свой ред се въртят около звезди (както Земята около Слънцето). Самите звезди също се въртят около своя галактически център, макар и много бавно. Движението на елементите в галактиката е сложно, но то обикновено включва въртене.

### Ретроградно движение
Повечето планети в Слънчевата система, включително Земята, се въртят около оста си в същата посока, в която и орбитират около Слънцето. Изключение правят Венера и Уран. Уран се върти почти на една страна, в сравнение с орбитата си. Текущите спекулации допускат, че Уран е започнал с обичайна проградна ориентация, но е бил обърнат на една страна от силен удар в ранната си история. За Венера може да се каже, че бавно се върти в обратна посока около оста си.

## Физика
Скоростта на въртене се изчислява чрез ъгловата честота (rad/s), честотата (обороти за единица време) или периода (секунди, дни и т.н.). Моментът на силата предизвиква изменение на ъгловата честота – ъглово ускорение (rad/s²). Масовият инерционен момент дава съотношението между двете.
Векторът на ъгловата скорост (псевдовектор) описва посоката на оста на въртене. По подобен начин, моментът на силата също е псевдовекор.
За законите на физиката се счита, че са инвариантни при всякакво фиксирано въртене. В съвременната космология, космологичният принцип гласи, че разпределението на материя във Вселената е хомогенно и изотропно, когато се разглежда в достатъчно едър мащаб, тъй като сили действат еднакво навсякъде и нямат предпочитана посока и, следователно, не трябва да довеждат до видими неравности в мащабното структуриране в хода на еволюцията на материалното поле, първоначално заложено от Големия взрив. В частност, за система, която има едно и също поведение независимо от ориентацията ѝ в пространството, нейната функция на Лагранж е ротационно инвариантна. Според теоремата на Ньотер, ако действието на физическа система е инвариантно при ротация, тогава моментът на импулса се запазва.